# Conceição do Rio Verde (ort)
Conceição do Rio Verde är en ort i Brasilien.   Den ligger i kommunen Conceição do Rio Verde och delstaten Minas Gerais, i den sydöstra delen av landet, 700 km söder om huvudstaden Brasília. Conceição do Rio Verde ligger 884 meter över havet och antalet invånare är 12 401.
Terrängen runt Conceição do Rio Verde är kuperad norrut, men söderut är den platt. Närmaste större samhälle är Caxambu, 19,0 km sydost om Conceição do Rio Verde.
Omgivningarna runt Conceição do Rio Verde är huvudsakligen savann. Runt Conceição do Rio Verde är det ganska glesbefolkat, med 39 invånare per kvadratkilometer.